# 嘉手納町立嘉手納中学校
嘉手納町立嘉手納中学校（かでなちょうりつ かでなちゅうがっこう）は、沖縄県中頭郡嘉手納町字嘉手納にある公立中学校。
近隣には米軍嘉手納基地があり、北側には野國總管公園、比謝川が流れている。
また、2007年8月には野球部が沖縄県大会準優勝、九州軟式野球大会優勝、全国軟式野球大会優勝という成績を残している。

## 沿革
- 1947年2月22日 - 屋良初等学校として開校
- 1948年12月 - 嘉手納村が北谷村より分村し、嘉手納村立嘉手納中学校創設
- 1953年9月1日 - 校地を現在地（旧県立農林跡）に移転
- 1964年3月9日 - 校歌制定挙行
- 1966年
  - 1月3日 - 1号校舎（東側平屋）防音工事竣工
  - 8月31日 - 防音校舎22教室竣工
- 1969年4月6日 - 総合グラウンドを中と小の運動場に分ける
- 1972年2月1日 - 図書館、保健室防音改装工事竣工
- 1973年
  - 11月3日 - 特別教室（理科室、家庭科室等）竣工
  - 11月14日 - 体育館竣工
- 1975年1月31日 - 4階建て新校舎竣工
- 1976年1月1日 - 町制施行で嘉手納町立嘉手納中学校となる
- 1978年11月10日 - 中庭の芝生園・テニスコート竣工
- 1980年3月29日 - 水泳プール竣工
- 1983年1月28日 - 本館3階LL教室竣工
- 1989年
  - 2月28日 - 本館から体育館の渡り廊下竣工
  - 3月4日 - 「立志門」が同窓会より寄贈・創建
  - 3月11日 - 創立40周年記念式典及び祝賀会挙行
- 1998年2月21日 - 中学校創立50周年記念式典・祝賀会挙行
- 2000年
  - 8月24日 - 仮設校舎に引越し
  - 10月23日 - 新校舎起工式
- 2002年1月25日 - 新校舎落成式及び落成祝賀会

## 校区
- 嘉手納町立嘉手納小学校と嘉手納町立屋良小学校の両校区。

## 著名な出身者
- 古謝美佐子（音楽家）
- 沖直未（女優）
- 比嘉俊次（アナウンサー）
- 酒井英幸（柔道家）
- 宮城滝太（プロ野球選手）
- 宮城竜輝（独立リーグ野球選手、滝太の弟）